# Liste der Monuments historiques in Mercy-le-Haut
Die Liste der Monuments historiques in Mercy-le-Haut führt die Monuments historiques in der französischen Gemeinde Mercy-le-Haut auf.

## Liste der Immobilien
| Bezeichnung | Beschreibung            | Standort                                                                         | Kennzeichnung | Schutzstatus | Datum | Bild |
| ----------- | ----------------------- | -------------------------------------------------------------------------------- | ------------- | ------------ | ----- | ---- |
| Beinhaus    | aus dem 16. Jahrhundert | Boudrezy, auf der Nordseite der Kirche Décollation-de-Saint-Jean-Baptiste (Lage) | PA00106092    | Inscrit      | 1987  |      |

## Liste der Objekte
| Bezeichnung                          | Beschreibung                                                                                                   | Standort                                                          | Kennzeichnung | Schutzstatus | Datum | Bild |
| ------------------------------------ | --- | ----------------------------------------------------------------- | ------------- | ------------ | ----- | ---- |
| Altar                                | Altartisch und Nischenretabel; Kalkstein und Eichenholz, bemalt, um 1737                                       | Boudrezy, in der Kapelle Notre-Dame-de-la-Consolation (Lage)      | PM54001688    | Inscrit      | 1994  |      |
| Skulptur Notre-Dame-de-Luxembourg    | Kalkstein, farbig gefasst, um 1737                                                                             | Boudrezy, in der Kapelle Notre-Dame-de-la-Consolation (Lage)      | PM54001689    | Inscrit      | 1994  |      |
| Kelch und Patene                     | Silber, vergoldet, Anfang des 19. Jahrhunderts                                                                 | Boudrezy, in der Kirche Décollation-de-Saint-Jean-Baptiste (Lage) | PM54001695    | Inscrit      | 1994  |      |
| Skulptur Heiliger Fiacrius           | Kalkstein, farbig gefasst, 18. Jahrhundert                                                                     | Boudrezy, in der Kapelle Notre-Dame-de-la-Consolation (Lage)      | PM54001692    | Inscrit      | 1994  |      |
| Skulptur Heiliger Quirinus           | Kalkstein, farbig gefasst und vergoldet, 18. Jahrhundert                                                       | Boudrezy, in der Kapelle Notre-Dame-de-la-Consolation (Lage)      | PM54001693    | Inscrit      | 1994  |      |
| Skulptur Heiliger Antonius von Padua | Kalkstein, farbig gefasst, 18. Jahrhundert                                                                     | Boudrezy, in der Kapelle Notre-Dame-de-la-Consolation (Lage)      | PM54001691    | Inscrit      | 1994  |      |
| Zwei Seitenaltäre                    | jeweils Altartisch, Altaraufbau und Retabel; Eichenholz, farbig gefasst und vergoldet, 18. und 19. Jahrhundert | Boudrezy, in der Kirche Décollation-de-Saint-Jean-Baptiste (Lage) | PM54001694    | Inscrit      | 1994  |      |
| Altar                                | Altartisch, Retabel, Skulptur und Gemälde; Stein, farbig gefasst und bemalt, erste Hälfte des 18. Jahrhunderts | Mercy-le-Haut, in der Kapelle Notre-Dame-de-Luxembourg (Lage)     | PM54001684    | Inscrit      | 1994  |      |
| Skulptur Christus in der Rast        | Stein, um 1530                                                                                                 | Boudrezy, im Beinhaus (Lage)                                      | PM54000470    | Classé       | 1979  |      |
| Skulptur Notre-Dame-de-Luxembourg    | Stein, 1737 | Boudrezy, in der Kapelle Notre-Dame-de-la-Consolation (Lage)      | PM54001690    | Inscrit      | 1994  |      |